# Louder
Louder Sound (укр. Гучніший звук) або просто Louder — музичний вебсайт, який належить видавцеві Future plc.

## Про сайт
Вебсайт Louder Sound (loudersound.com) є «батьківським брендом» для трьох відомих музичних журналів — Metal Hammer (виходить з 1986 року), Classic Rock (1998) та Prog (2009). Всі три видання свого часу належали компанії Future plc, але в лютому 2013 року було вирішено продати їх стартап-компанії Team Rock Limited. Продаж відбувся в травні 2013 року, а Future plc отримала за ці три видання 10,2 млн фунтів. Team Rock Limited створила вебсайт teamrock.com, на якому публікувала матеріали журналів, а також заснувала радіо Team Rock. Проте цей бізнес виявився збитковим, і наприкінці 2016 року загальні втрати Team Rock Limited складали майже 25 млн фунтів. Компанія втрачала 250 тис. фунтів на місяць і була змушена закритися, терміново звільнивши 73 з 80 працівників.
В січні 2017 року Future plc погодилися викупити бренди Metal Hammer, Classic Rock та Prog, продані понад три роки тому за 10 млн фунтів, всього за 800 тис. фунтів. Компанія вирішила залишити ці три торгові марки об'єднаними, але провела ребрендинг старого сайту Team Rock, в березні 2018 року запустивши власний сайт Louder Sound (loudersound.com), який до трьох вказаних брендів також додав четвертий — музичний журнал The Blues. «З Louder ми хочемо розробити бренд для нового покоління шанувальників музики, які не зациклюються на лейблах чи жанрах, а відкривають для себе музику через Spotify, YouTube і Bandcamp… Разом ми голосніше» — оголосив головний редактор Louder Скотт Роулі. Новий сайт було засновано на власній вебплатформі Future plc Vanilla.